# Бакаєв Леонід Олександрович
Леонід Олександрович Бакаєв (17 жовтня 1950, Київ — 28 липня 2023, Київ) — український економіст-міжнародник, фахівець з економічної кібернетики, педагог. Доктор економічних наук (1990), професор (1992). Спеціалізувався, зокрема, в моделюванні та прогнозуванні військово-економічного потенціалу та оборонної економіки держави, досліджував міжнародні валютно-фінансові відносини.
У різні періоди життя присвятив 20 років роботи Інституту кібернетики АН УРСР (1972—1992) та Інституту світової економіки і міжнародних відносин НАН України (1992—2013). На заключному етапі науково-педагогічної діяльності понад 15 років очолював кафедру менеджменту Державного економіко-технологічного університету транспорту, а після його реорганізації — Державного університету інфраструктури та технологій (2007—2023).
Автор понад 150 наукових робіт. Лауреат Державної премії України в галузі науки і техніки (2002).

## Життєпис

Могила Леоніда Бакаєва та його родини, Байкове кладовище

Народився 17 жовтня 1950 року в Києві.
У 1972 році з відзнакою закінчив Київський інститут народного господарства імені Д. С. Коротченка, отримав кваліфікацію інженера-економіста. Відтоді ж працював в Інституті кібернетики АН УРСР.
У 1976 році закінчив аспірантуру при Інституті кібернетики, після захисту дисертації здобув науковий ступінь кандидата економічних наук. Спочатку обіймав посади старшого інженера, керівника групи. З 1981 року — старший науковий співробітник, з 1985 року — завідувач лабораторії спеціальних досліджень.
У 1990 році захистив дисертацію та здобув науковий ступінь доктора економічних наук. Через рік закінчив Міжнародний інститут менеджменту, став магістром ділового адміністрування в галузі зовнішньоекономічної діяльності.
У 1992 році затверджений у вченому званні професора. Відтоді ж — заступник директора з наукової роботи Інституту світової економіки і міжнародних відносин НАН України. З 1997 року — професор кафедри міжнародної економіки Київського національного економічного університету.
З 2007 року — професор та завідувач кафедри менеджменту Державного економіко-технологічного університету транспорту, а після його реорганізації у 2016 році — Державного університету інфраструктури та технологій. Викладав дисципліни «Управління проєктами», «Математичні моделі й методи в менеджменті», «Корпоративне управління».
Помер на 73-му році життя 28 липня 2023 року. Похований разом із родиною на Байковому кладовищі (ділянка № 33, 50°25′8.55″ пн. ш. 30°30′10.52″ сх. д. / 50.4190417° пн. ш. 30.5029222° сх. д.).

### Родина
- Батько — науковець-економіст, фахівець з економічної кібернетики, доктор економічних наук Олександр Бакаєв (1927—2009)[1].
- Дружина — економістка-міжнародниця, кандидат економічних наук Ірина Бакаєва.

## Наукова діяльність
Автор понад 150 наукових робіт. Науковий керівник та консультант низки докторів та кандидатів наук. Серед учнів Леоніда Бакаєва — науковці Ігор Яблоков, Тетяна Лебеда, Зоряна Двуліт тощо.
Досліджував проблеми інвестиційного менеджменту, міжнародні валютно-фінансові відносини, сучасні проблеми світового господарства. Розробляв математичні методи та програмні системи моделювання, Моделював та прогнозував військово-економічний потенціал та оборонну економіку держави.
Академік Академії економічних наук України. У 2002 році, разом із колегами, нагороджений Державною премією України в галузі науки і техніки «за роботу „Науково-методологічні засади системи національної безпеки України“».

## Науковий доробок (частковий)
- Методология построения системы макроэконометрических моделей в диалоговом режиме / [Л. А. Бакаев, Г. В. Бондаренко, В. А. Гадышев и др.]. — Киев: ИК, 1980. — 31 с.
- К вопросу создания диалоговых систем макроэконометрического моделирования с использованием банка данных с многоуровневым отображением наборов данных / Л. А. Бакаев, Г. В. Бондаренко, А. В. [!Б.] Воронова. — Киев: ИК, 1981. — 27 с., [1] л. схем.
- Адаптивный метод построения и решения простых макроэконометрических моделей / Л. А. Бакаев, Г. В. Бондаренко, А. Б. Воронова. — Киев: ИК, 1982. — 24 с.
- Принципы разработки программных систем макроэконометрического моделирования / [В. И. Гриценко, Л. А. Бакаев, Г. В. Бондаренко, А. Б. Воронова]. — Киев: ИК, 1982. — 55 с.
- Методологические вопросы эконометрического моделирования финансовой системы Франции / Л. А. Бакаев, А. С. Власюк, Т. Б. Лебеда. — Киев: Ин-т кибернетики имени В. М. Глушкова АН УССР, 1986. — 38 с.
- Об одном методе прогнозирования экономических показателей / Л. А. Бакаев, В. И. Гриценко, Л. А. Бакаев, А. Б. Воронова. — Киев: ИК, 1986. — 24 с.
- Анализ и прогнозирование потенциала сельского хозяйства Китая / Л. А. Бакаев. — Киев: Ин-т кибернетики им. В. М. Глушкова АН УССР, 1989. — 26 с.
- Экономическое моделирование / Л. А. Бакаев. — Киев, 1989.
- Экономико-математические модели / Л. А. Бакаев. — Киев, 1989.
- Кількісні методи в управлінні інвестиціями: навч. посіб. / Л. О. Бакаєв ; Київський національний економічний ун-т. — К. : КНЕУ, 2000. — 152 с.
- Мікроекономічне моделювання і інформаційні технології / О. О. Бакаєв, Л. О. Бакаєв [та ін.] ; ред. Т. С. Мельник ; НАН України, МОН України, Міжнар. наук.-навч. центр інформ. технологій і систем. — К. : Наукова думка, 2003. — 182 с.
- Международные транспортные коридоры Украины: сети и моделирование / А. А. Бакаев, Л. А. Бакаев [и др.] ; Киев. ун-т экономики и технологий трансп. [и др.]. — Киев: КУЭТТ, [20--]. Т. 1 : Наземные виды транспорта. — 2003. — 516, [5] с.
- Международные транспортные коридоры Украины: сети и моделирование / А. А. Бакаев, Л. А. Бакаев [и др.] ; Киев. ун-т экономики и технологий трансп. [и др.]. — Киев: КУЭТТ, [20--]. Т. 2 : Водные виды транспорта. — 2003. — 622, [1] с.
- Економіко-математичні моделі економічного зростання / О. О. Бакаєв, Л. О. Бакаєв [та ін.] ; НАН України, МОН України, Міжнар. наук.-навч. центр інформ. технологій та систем. — К. : Наукова думка, 2005. — 189 с.
- Бакаєв Л. О., Бакаєва І. Г., Харчук О. Г. Зовнішньоекономічна діяльність підприємства. Навчально-методичний посібник з грифом МОН. К.: ДЕТУТ, 2013. — 269 с.
- Бакаєв Л. О., Соколова Е. О., Шиндирук І. П., Грознецька Л. П. Ринок фінансових послуг. Навчально-методичний посібник з грифом МОН. К.: ДЕТУТ, 2014. — 384 с.
- Ринкова економіка як система господарювання на підприємствах залізничного транспорту / Л. О. Бакаєв, С. М. Приймук // Збірник наукових праць Державного економіко-технологічного університету транспорту. Сер. : Економіка і управління. — 2014. — Вип. 27. — С. 63-68.
- Міжнародний досвід впровадження соціальної відповідальності у діяльність операторів залізничного транспорту / Л. Бакаєв, А. Брайковська // Збірник наукових праць Державного економіко-технологічного університету транспорту. Сер. : Економіка і управління. — 2014. — Вип. 30. — С. 175—186.
- Дослідження проблем управління проектом організації державних закупівель в Україні / Л. Бакаєв, О. Косолапова // Збірник наукових праць Державного економіко-технологічного університету транспорту. Сер. : Економіка і управління. — 2014. — Вип. 29. — С. 182—188.
- Стан та динаміка ринку аудиторських послуг в Україні / Л. Бакаєв, Н. Шайдюк // Збірник наукових праць Державного економіко-технологічного університету транспорту. Сер. : Економіка і управління. — 2014. — Вип. 29. — С. 189—196.
- Моніторинг якості обслуговування пасажирів на залізничних вокзалах / Л. Бакаєв, С. Панпура // Збірник наукових праць Державного економіко-технологічного університету транспорту. Сер. : Економіка і управління. — 2015. — Вип. 32. — С. 31-42.
- Управління розвитком системи телекомунікативного супроводження клієнтів Укрзалізниці / Л. Бакаєв, Л. Маховка // Збірник наукових праць Державного економіко-технологічного університету транспорту. Сер. : Економіка і управління. — 2015. — Вип. 32. — С. 43-51.
- Китайський юань на шляху до отримання статусу міжнародної валюти: стан і перспективи / Л. Бакаєв // Збірник наукових праць Державного економіко-технологічного університету транспорту. Сер. : Економіка і управління. — 2016. — Вип. 35. — С. 440—453.
- Стан і перспективи розвитку міжнародних туристичних потоків: світові, регіональні і національні тенденції / Л. Бакаєв, О. Літвінчук, В. Вертель // Збірник наукових праць Державного економіко-технологічного університету транспорту. Сер. : Економіка і управління. — 2016. — Вип. 35. — С. 401—411.
- Міжнародні порівняння масштабів сектора державного управління країн ОЕСР / Л. Бакаєв, О. Ярема // Збірник наукових праць Державного економіко-технологічного університету транспорту. Сер. : Економіка і управління. — 2016. — Вип. 35. — С. 412—422.
- Розробка структури показників якості транспортно-експедиторського обслуговування / Л. Бакаєв, В. Конончук // Збірник наукових праць Державного економіко-технологічного університету транспорту. Серія: Економіка і управління. — 2016. — Вип. 38. — С. 3-10.
- Товарний експорт України: відносні торговельні переваги та його аналіз методом постійних ринкових часток / Л. Бакаєв // Збірник наукових праць Державного університету інфраструктури та технологій. Серія: Економіка і управління. — 2019. — Вип. 45. — С. 23-39.
- Товарний експорт України до країн Східної Європи: аналіз постійних ринкових часток / Л. О. Бакаєв, І. Г. Бакаєва // Проблеми економіки. — 2020. — № 2. — С. 7-16.
- Зовнішня торгівля України товарами з країнами СНД / Л. О. Бакаєв // Збірник наукових праць Державного університету інфраструктури та технологій. Серія: Економіка і управління. — 2020. — Вип. 47. — С. 64-70.
- Аналіз постійних ринкових часток товарного експорту України / Л. О. Бакаєв, І. Г. Бакаєва. // Ефективна економіка. — 2020. — № 5.